# ネットストックトレーダー
ネットストックトレーダーは、松井証券が「ネットストック会員」に提供する、リアルタイム表示のチャートソフトウェア。楽天証券のマーケットスピードと双璧をなす、強力なカスタマイズ性をもつ。

## 概要
ネットストックトレーダーは「カスタマイズの自由度・機能特化」に重点を置いている。
ネットストックトレーダーのプレミアム版は、カブドットコム証券の「KABUマシーン」、マネックス証券の「マーケットライダープレミアム」と、ほぼ同機能・同デザインである。これらの証券会社をメインに使っている場合には、そちらのソフトを使えば注文・約定確認もできる。

## メリット
銘柄クリックで、瞬時に連動してチャートを表示させる事が出来る。膨大な銘柄リストを作成しておけば、瞬時にその銘柄の「板情報・チャート・ニュース」などが見られる。
銘柄リストを「矢印キー上下 + エンターキー」で、次々と銘柄変更できるのが便利で、多数の「銘柄チェック」には優れている。
銘柄リストのバックアップ機能など、ユーザーの使い勝手も考えられており、パソコン上級者が使っていてもストレスが非常に少ない。

## デメリット
複数の銘柄チャートを同時表示させるのは、苦手であること。上記の銘柄クリックでの連動表示は、複数銘柄には適用されない。
ウインドウ毎に個別設定する必要があるため、最初の設定が面倒なのも賛否が分かれる。
また、ID契約制のため、ID一つにつき1マシンでしか、起動できない。そのため、複数パソコンを持っていても、同時起動はできない。しかも、同一名義では、複数ID契約もできない。

## 利用料
ネットストックトレーダーには、通常版の「ネットストックトレーダー」と、機能強化版の「ネットストックトレーダー・プレミアム」の二種があるが、実際には別モノと言ってよいほど、機能強化が図られている。
通常版のメリットは「垂直インジケーター」のみであり、2006年1月現在の利用料は、前者が月1,890円(最低1,697円)、後者が月3,150円(一律)である。

## ネットストックトレーダー
- プレミアムとの大きな相違点は、チャートが一種類しか使えない点である。
- 複数気配の数量割合を「垂直インジケーター」でグラフ表示し、売買の強弱の推移を把握できる。
- 銘柄リストは、最大200銘柄 (10銘柄×20ページ)
- ニュース更新は、20分遅れ。
- 歩み値は、最新50本まで。
- 発注機能は、なし。

## ネットストックトレーダー・プレミアム
- 通常版との大きな相違点は、チャートを複数表示できる点である。
- 銘柄リストを、1000銘柄(50銘柄×20シート)登録できる。
- 強力なチャート連動機能。
- 15分・20分・30分足チャートに対応。
- リミットマインダー(監視銘柄の通知)機能。
- 便利だった「垂直インジケーター」がない点には、注意が必要である。
- 騰落インジケーター機能。

※その他、細かな機能として、以下のものがある。
- 表示ウインドウのロック機能。
- 文字サイズの変更機能。
- レイアウト作成機能。
- 歩み値は、当日・前日分を表示。
- 発注機能、あり (注文画面の呼び出し機能)